# Marie-Christine Laznik
 (avril 2023).
Marie-Christine Laznik, née au Brésil, est une psychanalyste lacanienne, psychologue clinicienne, spécialisée dans la sexualité féminine, et les « nourrissons à risques autistiques ».
Elle affirme qu'il est possible de détecter le « risque d'autisme » dès 4 mois chez un bébé et que « pendant les premiers mois de vie, le tableau autistique est réversible » par des soins guidés par la psychanalyse, dans un contexte où la guérison de l'autisme par traitement curatif est considérée comme impossible, et où la Haute Autorité de santé (HAS) considère comme non consensuelles les approches psychanalytiques pour cause d'« absence de données sur leur efficacité ».

## Biographie
Installée en France depuis 1972, Marie-Christine Laznik travaille depuis les années 1970 au Centre Alfred Binet (ASM 13)[réf. obsolète] sur les relations bébé-parents et les enfants autistes. Elle est également docteur en psychologie clinique.
En 1998, l'Association lacanienne internationale (ALI), dont elle est membre, fonde PREAUT, une association d'étude des signes précurseurs de l'autisme, dont elle devient la théoricienne[réf. obsolète].

## Travaux sur l'autisme
Marie-Christine Laznik affirme avoir trouvé les bases de son analyse des « nourrissons à risques autistiques » en 1992 par une relecture de textes de Freud et de Lacan sur les pulsions. Ce qui lui aurait permis, à la « grande surprise générale » dans une réunion de la WAIMH en 1999, de deviner à partir de films familiaux de bébés ceux qui sont « devenus autistes ». Par ailleurs, elle aurait fait une « recherche scientifique sur la prosodie du mamanais », permettant d'attirer l'attention des enfants autistes. M-C Laznik affirme qu'avec ces deux éléments et un accompagnement pluridisciplinaire adéquat du nourrisson, et de ses proches, sa tendance à l'autisme peut nettement régresser ou disparaitre.

### Approbations de ses travaux
Selon le psychanalyste lacanien Dominique Janin-Duc, son analyse et sa pratique sont axés sur les trois temps de la pulsion, d'après Lacan, dont le troisième ne se serait pas mis en place chez l'enfant à risque autistique : le travail de l’analyste serait alors d'aider à sa mise en place chez le bébé.
Selon Marie Couvert, psychanalyste, Marie-Christine Laznik a fait preuve de « génie » en « saisissant mieux que quiconque de ce que Lacan a voulu nous faire entendre en introduisant la voix au titre d’objet pulsionnel » et « en montrant comment la voix opère sur la structure » : dès lors le bébé bien portant laisse résonner la voix maternelle là où le bébé à risque d'autisme ne se laisse pas facilement percuter par le sonore.
Christine Gintz, la secrétaire générale du RAAHP dit, en 2016, que « certains psychanalystes, comme ceux formés par Marie-Christine Laznik, prennent en charge les tout-petits, et parviennent à les détourner d'un destin autistique grâce à la précocité de leur intervention, en travaillant avec une méthode qu'elle a mise au point », tout en affirmant que « le maintien de la pluralité des approches demeure une nécessité. L'État devrait cesser d'intervenir pour imposer aux établissements, à la recherche ou à la formation, de se mettre aux normes comportementales ».

### Contestations de ses travaux
D'après l'Organisation mondiale de la Santé, il n'existe pas de traitement curatif de l'autisme. De plus, en 2012, la Haute Autorité de santé (HAS) a écarté les thérapies psychanalytiques des interventions recommandées en autisme : « L’absence de données sur leur efficacité et la divergence des avis exprimés ne permettent pas de conclure à la pertinence des interventions fondées sur : les approches psychanalytiques ; la psychothérapie institutionnelle ».
Marie-Christine Laznik conteste cette décision. Selon la revue Prescrire ce rapport favorise les TCC au détriment des autres approches « sans argument solide » et n'aide pas à faire des « choix éclairés ».
Commentant la déclaration de Christine Gintz, Jean Vinçot, président de l'association Asperansa (Association pour la Sensibilisation à la Protection, l’Éducation et la Recherche sur l’Autisme, et Notamment le Syndrome d’Asperger), écrit que « Il n'y a que l'auto-conviction de MC Laznik pour pouvoir croire à ce miracle du destin. Elle prétend pouvoir détecter le risque autistique à la maternité, si on la laissait y entrer. Et éliminer ce risque par quelques heures de mamanais (style « ainsi font font les petites marionnettes »). Bien entendu, aucun moyen de vérifier cette prétention par la moindre étude ». Jean Vinçot affirme que Marie-Christine Laznik est proche de Charles Melman, et membre du comité de soutien au Rassemblement pour une approche des autismes humaniste et plurielle (RAAHP), ce que confirment d'autres sources. Il écrit « Nous n’attendons pas de miracle du babillage d'un-e psychanalyste avec un bébé. Aujourd’hui, il n’y a pas de moyen identifié de définir un bébé à haut risque autistique entre 3 mois et 18 mois. Prétendre le « guérir » est d’autant plus aventureux ! ».
Franck Ramus estime plausible l'hypothèse soutenue par Laznik selon laquelle « les bébés [qui vont devenir autistes] communiquent moins et recherchent moins d'interactions avec leurs congénères », mais note aussi que « cette hypothèse est déjà établie depuis pas mal de temps », et que la théorie des « trois temps du circuit pulsionnel », qu'il qualifie de « conception théorique fumeuse », n'a aucune validité scientifique.
Le postulat de PREAUT quant à l'existence de « nourrissons à risque autistique » est en contradiction avec le consensus scientifique en matière d'autisme[réf. nécessaire], Leo Kanner ayant postulé dès son premier article en 1943 que l'autisme est présent dès la naissance[source insuffisante]. Le DSM-5 reconnait depuis les travaux d'Uta Frith, en 1989, qu'une origine biologique de l'autisme se détecte avant sa naissance.

### Les trois temps de la pulsion et les soins
D'après ses propres dires, à la suite de présentations de cas d'enfants autistes ayant eu des phases d'évolution qu'elle ne comprenait pas (une première phase avec des comportements normaux, suivie d'une évolution autistique) Marie-Christine Laznik, durant l'été 1992, fait une relecture scrupuleuse du Séminaire XI de Lacan (Les quatre concepts fondamentaux de la psychanalyse) où il fait l'exposé de sa conception des pulsions. Mme Laznik a dit depuis : « il  s’agissait  d’un  vrai  puzzle  à  reconstruire, les pièces se trouvant dans plusieurs leçons différentes sans le moindre souci pédagogique ».
Dans ce séminaire, toujours d'après Mme Laznik, Lacan reprend à son compte les deux premières phases des pulsions telles qu'exposées par Freud dans Pulsions et destins des pulsions, mais modifie la troisième phase. Les trois phases de Freud sont 
1. phase active : l'enfant cherche des objets de plaisir/satisfaction (sein, biberon, etc)
2. phase réflexive : l'enfant cherche sur lui-même des objets de plaisir (sucer ses doigt, etc).
3. phase passive : l'enfant est l'objet de plaisir d'un autre, la mère en général (soins divers, caresses, bichonnages, chatouilles, mordillages, etc)

Lacan change la dernière phase, dite du bouclage pulsionnel, en disant que l'enfant est activement passif : il se fait l'objet de l'autre en tendant mains, pieds et tout son corps pour en faire le plaisir gustatif, tactile et visuel verbalisé -et théâtralisé- de l'autre.
Mme Laznik identifie cette dernière phase décrite par Lacan comme étant celle qui semble avoir raté chez les enfants qui deviennent autistes (d'après des films familiaux mis à sa disposition). De plus, et toujours d'après sa lecture de Lacan, elle identifie cette phase à une phase de construction du moi de l’enfant qui était en élaboration dans les deux phases précédentes : ce ne serait qu'après cette troisième phase que l'enfant serait aliéné à l'autre, à son langage et son plaisir, et pourrait alors, à travers lui, se constituer progressivement comme sujet parlant ; la séparation (complexe d'Œdipe) venant plus tard.
M-C Laznik dit s'être intéressée avant 1995 au mamanais, à partir de certains cas cliniques et orientée par des échanges avec des psychanalystes, des linguistes et des médecins de la Fondation Stella Maris (faculté de médecine de Pise). Les publications qu'elle consulte (notamment une déterminante d'Anne Fernald (en) datant de 1984) lui auraient appris qu'avant même la première tété le bébé est sensible à cette prosodie de sa mère et, par comparaison à des textes de Freud et de Lacan, que l'individu y est sensible toute sa vie (du moins chez les non autistes), voire que cela pourrait être pour l'enfant l'objet premier de la pulsion orale (contrairement à ce qui est avancé traditionnellement en psychanalyse depuis Freud jusqu'après Lacan). M-C Laznik dit avoir constaté que les enfants à risque autistique y sont encore sensibles (contrairement aux adultes autistes) et en fait alors son outil principal pour attirer l'attention de l'enfant et l'aider à passer le cap du troisième temps de la pulsion, avec cette difficulté « qu’il n’y a pas de faux parentais. Il serait donc absurde de proposer à qui que ce soit de parler en imitant cette prosodie. Elle est le résultat d’un état subjectif de surprise et de plaisir. Cela ne se commande pas ».
Pour un bébé à partir de quelques mois, les soins psychanalytiques par M-C Laznik consistent à capter son attention par l'usage du mamanais, par ce biais de percevoir ce qui peut le stimuler, de rétablir chez les parents la confiance en leur capacité à jouer leur rôle en les accompagnant dans leur ré-utilisation de cette prosodie, et d'accompagner tout ce monde dans le passage -à répéter « d'innombrables fois » en famille- du troisième temps de la pulsion orale, ce qui nécessite parfois pour M-C Laznik de jouer ponctuellement le rôle de l'autre dans ce temps de la pulsion avant de passer le relais aux parents. En général, l'accompagnement est aussi multidisciplinaire dans le centre de soins : kinésithérapeutes et psychomotriciens spécialisés pour l'appropriation de son corps par l'enfant, et des psychanalystes pour les parents, peuvent être nécessaires. Le suivi peut durer plusieurs années.[réf. nécessaire]

### Détection de l'autisme et «risque d'autisme»
Les tests CHAT (Check List for Autism Disorders) et M-CHAT, recommandés par la HAS en 2018, sont reconnus pour dépister l'autisme à partir de 18 mois. Le test standardisé ADOS-2, et notamment son module "Toddler", permet d'établir un degré de préoccupation (léger, modéré ou sévère) vis-à-vis d'un Trouble du Spectre Autistique chez l'enfant âgé de 12 à 30 mois[réf. nécessaire]. L'association PREAUT affirme pouvoir le faire avec son test à partir de 9 mois, test qui a fait l'objet de publications dans des revues scientifiques en 2014 et 2017. M-C Laznik dit que c'est possible « dès 4 mois » grâce à « l’absence du troisième temps du circuit pulsionnel » pour de tels bébés, sachant qu'il peut y avoir des faux positifs.
La notion de « bébé à risque d'autisme » est propre à l'association PREAUT, qui a été fondée dans le but de mettre en place une recherche qui viserait « l’évaluation d’un ensemble cohérent d’outils de repérage des troubles précoces de la communication pouvant présager un trouble grave du développement de type autistique », au cours des deux premières années de la vie, en considérant que nombre de symptômes des troubles du spectre de l'autisme (TSA) sont présents dès les premiers mois de la vie,. M-C Laznik affirme que « nous savons depuis de nombreuses années maintenant que grâce à la plasticité cérébrale et génétique, le bébé est en pleine construction » et que « pendant les premiers mois de vie, le tableau autistique est réversible ».

### À propos du déterminisme génétique
L'institut Pasteur déclare : « il est désormais acquis que des facteurs génétiques jouent un rôle essentiel dans la vulnérabilité à l’autisme » et « dans 20-30 % des cas, la cause de l’autisme est associée à un gène connu ».
M-C Laznik affirme que le travail fait au Centre Binet a permis à au moins un enfant à risque de prendre un cours de vie normal (pas d'autisme), alors que, quatre ans après sa prise en charge, il a été détecté comme porteur de gènes propices à l'autisme (Syndrome de Cornelia de Lange). M-C Laznik tend à interpréter cela comme un phénomène épigénétique et évoque la « possibilité de modifier, grâce à des prises en charge appropriées très précoces, les manifestations attendues du syndrome génétique... et d’éviter ainsi un autisme syndromique… ».

### Sur le lien parents-bébé
(avril 2023).
En 2014, M-C Laznik écrit : « Je pense que très tôt quelque chose rate du côté du bébé, parfois dès la naissance. Cela ne veut pas dire qu’il s’agisse d’un  réel  organique  d’emblée figé chez le bébé puisque nos interventions très précoces semblent modifier le tableau. Nous avons aussi constaté, de façon pratiquement systématique, une psychogenèse de la situation autistique, mais à l’envers de ce qui a pu être malheureusement dit à la suite de Bettelheim : c’est le bébé qui en ne répondant pas détruit, en  quelques mois, les compétences des parents, où tout au moins la confiance qu’ils ont en eux. La différence entre ces mêmes  parents aux premières semaines, voire aux premiers mois, et l’état dans lequel ils arrivent vers les deux ans de leur  enfant est poignante. Les films familiaux attestent, dans beaucoup de cas, d’un changement radical : des parents attentifs et  chaleureux qui interpellaient leur bébé, qui le sollicitaient, deviennent très  souvent des êtres figés et glacés. Autrement, ces mêmes parents n’auraient pas pu survivre. On ne racontera jamais assez l’épopée de survie devant un être pour qui on n’existe pas. »

## Publications

### Livres
- L'impensable désir : féminité et sexualité au prisme de la ménopause, Paris, Denoël, 2003, 320 p. (ISBN 2-207-25420-8)[30],[31]
- (en direction) Une psychanalyste avec les parents : et trois enfants autistes se mettent à parler, Toulouse, Éditions Érès, 2014, 399 p. (ISBN 978-2-7492-4108-1)[32]
- (en direction) Le bébé dans tous ses états, Toulouse, ERES, 2018, 269 p. (ISBN 978-2-7492-6073-0)

### Articles
Marie-Christine Laznik a participé aux études suivantes en tant que co-auteure : 
- (en) Catherine Saint-Georges, Mohamed Chetouani, Raquel Cassel, Marie-Christine Laznik et al., « Motherese in Interaction: At the Cross-Road of Emotion and Cognition? (A Systematic Review) », PLoS ONE, vol. 8, no 10,‎ 18 octobre 2013, e78103 (ISSN 1932-6203, PMID 24205112, PMCID PMC3800080, DOI 10.1371/journal.pone.0078103, lire en ligne, consulté le 29 octobre 2019)
- [Olliac 2019] (en) Bertrand Olliac, Graciela Crespin, Marie-Christine Laznik, Oussama Cherif Idrissi El Ganouni et al., « Infant and dyadic assessment in early community-based screening for autism spectrum disorder with the PREAUT grid », PLOS ONE, vol. 12, no 12,‎ 7 décembre 2017, e0188831 (ISSN 1932-6203, PMID 29216234, PMCID PMC5720624, DOI 10.1371/journal.pone.0188831, lire en ligne, consulté le 29 octobre 2019)
- (en) David Cohen, Raquel S. Cassel, Catherine Saint-Georges, Marie-Christine Laznik et al., « Do Parentese Prosody and Fathers' Involvement in Interacting Facilitate Social Interaction in Infants Who Later Develop Autism? », PLoS ONE, vol. 8, no 5,‎ 1er mai 2013, e61402 (ISSN 1932-6203, PMID 23650498, PMCID PMC3641085, DOI 10.1371/journal.pone.0061402, lire en ligne, consulté le 29 octobre 2019)
- (en) Catherine Saint-Georges, Ammar Mahdhaoui, Mohamed Chetouani, Marie-Christine Laznik et al., « Do Parents Recognize Autistic Deviant Behavior Long before Diagnosis? Taking into Account Interaction Using Computational Methods », PLoS ONE, vol. 6, no 7,‎ 27 juillet 2011, e22393 (ISSN 1932-6203, PMID 21818320, PMCID PMC3144901, DOI 10.1371/journal.pone.0022393, lire en ligne, consulté le 29 octobre 2019)
- [Ouss 2014] (en) Lisa Ouss, Catherine Saint-Georges, Laurence Robel, Marie-Christine Laznik et al., « Infant’s engagement and emotion as predictors of autism or intellectual disability in West syndrome », European Child & Adolescent Psychiatry, vol. 23, no 3,‎ mars 2014, p. 143–149 (ISSN 1018-8827 et 1435-165X, DOI 10.1007/s00787-013-0430-x, lire en ligne, consulté le 29 octobre 2019)
- (en) Ammar Mahdhaoui, Mohamed Chetouani, Raquel S. Cassel, Marie-Christine Laznik et al., « Computerized home video detection for motherese may help to study impaired interaction between infants who become autistic and their parents: Computerized home video detection for motherese », International Journal of Methods in Psychiatric Research, vol. 20, no 1,‎ mars 2011, e6–e18 (DOI 10.1002/mpr.332, lire en ligne, consulté le 29 octobre 2019)